# Giải thưởng Âm nhạc Mỹ năm 2012
Giải thưởng Âm nhạc Mỹ lần thứ 40 được diễn ra vào ngày 18 tháng 11 năm 2012 tại nhà hát Nokia Theatre ở Los Angeles. Lễ trao giải này tôn vinh những nghệ sĩ và album xuất sắc nhất trong năm 2012 và được truyền hình trực tiếp trên kênh ABC. Các đề cử được công bố vào ngày 9 tháng 10 năm 2012 bởi Christina Aguilera. Đề cử lần này có thêm một hạng mục mới là Nhạc Dance Điện tử. Justin Bieber đã giành chiến thắng cả ba hạng mục mà anh được đề cử. Còn trong tổng số bốn đề cử của mình, Nicki Minaj thắng hai, còn Rihanna, Adele và Taylor Swift thắng một.

## Đề cử và người thắng
- Tên người đoạt giải được in đậm

| Nghệ sĩ của Năm                                                               | Nghệ sĩ Mới của Năm |
| ----------------------------------------------------------------------------- | --- |
| - Drake - Justin Bieber - Maroon 5 - Katy Perry - Rihanna                     | - J. Cole - fun. - Gotye - Carly Rae Jepsen - One Direction                                                                   |
| Nam Nghệ sĩ Pop/Rock được Yêu thích Nhất                                      | Nữ Nghệ sĩ được Yêu thích Nhất                                                                                                |
| - Justin Bieber - Flo Rida - Pitbull - Usher                                  | - Kelly Clarkson - Nicki Minaj - Rihanna - Katy Perry                                                                         |
| Ban nhạc/Cặp đôi/Nhóm nhạc Pop/Rock được Yêu thích Nhất                       | Album Pop/Rock được Yêu thích Nhất                                                                                            |
| - fun. - Maroon 5 - One Direction - The Wanted                                | - Believe - Justin Bieber - Overexposed - Maroon 5 - Pink Friday: Roman Reloaded - Nicki Minaj - Up All Night - One Direction |
| Nam Nghệ sĩ Đồng quê được Yêu thích Nhất                                      | Nữ Nghệ sĩ Đồng quê được Yêu thích Nhất                                                                                       |
| - Luke Bryan - Jason Aldean - Eric Church                                     | - Miranda Lambert - Carrie Underwood - Taylor Swift                                                                           |
| Ban nhạc/Cặp đôi/Nhóm nhạc Đồng quê được Yêu thích Nhất                       | Album Đồng quê được Yêu thích Nhất                                                                                            |
| - Lady Antebellum - Rascal Flatts - Zac Brown Band                            | - Tailgates & Tanlines - Luke Bryan - Tuskegee - Lionel Richie - Blown Away - Carrie Underwood                                |
| Nghệ sĩ Rap/Hip-Hop được Yêu thích Nhất                                       | Album Rap/Hip-Hop được Yêu thích Nhất                                                                                         |
| - Drake - Nicki Minaj - Tyga                                                  | - Cole World: The Sideline Story - J. Cole - Take Care - Drake - Pink Friday: Roman Reloaded - Nicki Minaj                    |
| Nam Nghệ sĩ Soul/R&B được Yêu thích Nhất                                      | Nữ Nghệ sĩ Soul/R&B được Yêu thích Nhất                                                                                       |
| - Chris Brown - Trey Songz - Usher                                            | - Beyoncé - Mary J. Blige - Rihanna                                                                                           |
| Album Soul/R&B được Yêu thích Nhất                                            | Nghệ sĩ Alternative được Yêu thích Nhất                                                                                       |
| - Fortune - Chris Brown - Talk That Talk - Rihanna - Looking 4 Myself - Usher | - The Black Keys - Gotye - Linkin Park                                                                                        |
| Nghệ sĩ Adult Contemporary được Yêu thích Nhất                                | Nghệ sĩ Latin được Yêu thích Nhất                                                                                             |
| - Adele - Kelly Clarkson - Train                                              | - Don Omar - Pitbull - Shakira                                                                                                |
| Nghệ sĩ Contemporary Inspirational được Yêu thích Nhất                        | Nhạc Dance Điện tử được Yêu thích Nhất                                                                                        |
| - Jeremy Camp - Newsboys - tobyMac                                            | - David Guetta - Calvin Harris - Skrillex                                                                                     |

## Biểu diễn
| Nghệ sĩ                                        | Ca khúc                                                                                  |
| ---------------------------------------------- | ---------------------------------------------------------------------------------------- |
| Usher                                          | "Numb" Climax" Can't Stop Won't Stop"                                                    |
| Carly Rae Jepsen                               | "This Kiss" Call Me Maybe"                                                               |
| The Wanted                                     | "I Found You"                                                                            |
| Kelly Clarkson                                 | "Miss Independent" Since U Been Gone" Stronger (What Doesn't Kill You)" Catch My Breath" |
| Ke$ha                                          | "Die Young"                                                                              |
| No Doubt                                       | "Looking Hot"                                                                            |
| Taylor Swift                                   | "I Knew You Were Trouble"                                                                |
| Linkin Park                                    | "Burn It Down"                                                                           |
| Nicki Minaj                                    | "Freedom"                                                                                |
| P!nk                                           | "Try"                                                                                    |
| Justin Bieber hợp tác với Nicki Minaj          | "As Long As You Love Me" Beauty and a Beat"                                              |
| Christina Aguilera                             | "Lotus Intro" "Army of Me" "Let There Be Love"                                           |
| Pitbull hợp tác với Christina Aguilera         | "Don't Stop the Party" Feel This Moment"                                                 |
| Carrie Underwood                               | "Two Black Cadillacs"                                                                    |
| Swizz Beatz hợp tác với Chris Brown & Ludacris | "Everyday Birthday"                                                                      |
| Stevie Wonder                                  | Tưởng nhớ tới Dick Clark: "Master Blaster (Jammin')" My Cherie Amour" Sir Duke"          |
| PSY và MC Hammer                               | "Gangnam Style" 2 Legit 2 Quit"                                                          |

## Giới thiệu
- Ryan Seacrest giới thiệu hạng mục Nam Nghệ sĩ Pop/Rock được Yêu thích Nhất và sau đó, giới thiệu Stevie Wonder
- Eric Stonestreet giới thiệu hạng mục Nữ Nghệ sĩ Đồng quê được Yêu thích Nhất
- Lucy Hale & Phillip Phillips giới thiệu Carly Rae Jepsen
- Randy Jackson giới thiệu Kelly Clarkson
- Stacy Keibler & Ne-Yo giới thiệu hạng mục Album Rap/Hip-Hop được Yêu thích Nhất
- Cyndi Lauper giới thiệu Ke$ha
- Karmin giới thiệu No Doubt
- Kerry Washington & Apolo Ohno giới thiệu hạng mục Nghệ sĩ Alternative được Yêu thích Nhất
- Florida Georgia Line giới thiệu Taylor Swift
- Jennifer Morrison & Ginnifer Goodwin giới thiệu hạng mục Nam Nghệ sĩ Soul/R&B được Yêu thích Nhất
- Lady Antebellum giới thiệu hạng mục Nam Nghệ sĩ Đồng quê được Yêu thích Nhất
- Heidi Klum giới thiệu P!nk
- Backstreet Boys giới thiệu hạng mục Nghệ sĩ Mới của Năm
- Colbie Caillat & Gavin DeGraw giới thiệu hạng mục Ban nhạc/Cặp đôi/Nhóm nhạc Đồng quê được Yêu thích Nhất
- Carly Rae Jepsen giới thiệu Justin Bieber
- Elisha Cuthbert & Kelly Rowland giối thiệu hạng mục Nhạc Dance Điện tử được Yêu thích Nhất
- Gloria Estefan giới thiệu Christina Aguilera
- Luke Bryan & Jenny McCarthy giới thiệu hạng mục Album Pop/Rock được Yêu thích Nhất và giới thiệu Carrie Underwood
- Brandy giới thiệu Swizz Beatz, Chris Brown & Ludacris
- Hayden Panettiere & 50 Cent giới thiệu hạng mục Nghệ sĩ Rap/Hip-Hop được Yêu thích Nhất
- Neon Trees giới thiệu hạng mục Album Đồng quê được Yêu thích Nhất
- will.i.am giới thiệu hạng mục Nghệ sĩ của Năm và giới thiệu PSY